# Roberto Vaquero
Roberto Vaquero, né le 21 mai 1986 à Madrid, est un homme politique, historien et écrivain espagnol, président du Front ouvrier et secrétaire général du Parti marxiste-léniniste (Reconstruction communiste) depuis sa fondation.
Il collabore régulièrement comme chroniqueur à la revue Zenda avec sa propre section, El Baluarte, et fait partie du Comité scientifique international de la revue La Razón Histórica. Il est actuellement doctorant en histoire contemporaine à l'Université de Valence.
Il possède également sa propre chaîne de diffusion et de critique politique sur YouTube appelée Roberto Vaquero et collabore régulièrement au programme Horizonte d'Iker Jiménez, sur Cuatro.

## Biographie
Roberto Vaquero Arribas, né le 21 mai 1986 à Madrid et élevé dans le quartier de Leganés de cette même ville, commence à militer au sein de diverses organisations communistes dès l'âge de 16 ans, période durant laquelle il s'intéresse au marxisme. Toutefois, il abandonne ultérieurement abandonné ces organisations en raison de ce qu'il perçoit comme des « dégénérescences idéologiques et politiques ». Il poursuit ses études en sciences politiques à l'université complutense de Madrid, puis obtient un diplôme en géographie et histoire à l'UNED. À l'heure actuelle[Quand ?], il poursuit ses recherches en vue de l'obtention d'un doctorat à l'université de Valence,.
En 2009, avec d'autres militants communistes, il participe à la création de Reconstruction communiste (RC), une organisation à tendance marxiste-léniniste qui, gagnant en influence, évolue en 2014 pour devenir le Parti marxiste-léniniste (Reconstruction communiste).
En 2016, son parti est temporairement interdit et plusieurs de ses membres, dont lui-même, sont arrêtés dans le cadre de l'opération Valle. Ils sont accusés d'envoyé des militants combattre l'organisation État islamique au sein des Unités de protection du peuple (YPG), une milice kurde proche du Parti des travailleurs du Kurdistan (PKK), inscrite sur la liste des organisations considérées comme terroriste par l'Union européenne. Dans ce contexte, Roberto Vaquero est isolé dans la prison du Soto del Real pendant 49 jours, en détention préventive sous le régime de la FIES. Comme l'interdiction n'est pas prorogée, le parti reprend ses activités en 2017, mais son secrétaire général, Roberto Vaquero, et d'autres militants sont toujours en cours de procédure judiciaire cette année-là.
En octobre 2018, Roberto Vaquero prend part à la création du Front ouvrier, un parti se revendiquant à la fois patriotique et révolutionnaire, tout en rejetant la dichotomie gauche-droite. Ce groupe se distingue par ses attaques à l'encontre de personnalités politiques telles que Pablo Iglesias ou Yolanda Díaz. Lors du premier congrès de cette organisation, en juin 2022, Roberto Vaquero en est élu président.
Avec l'arrivée des élections en 2023, que Vaquero réclame lors de ses apparitions publiques depuis 2021, le Front ouvrier se présente aux élections municipales de mai dans quatre municipalités, remportant un siège de conseiller à Mandayona. Lors des élections générales de juillet, le FO se présente dans cinquante circonscriptions au Congrès (toutes sauf Huelva et Melilla). Il remporte 46 530 voix dans toute l'Espagne, sans parvenir à obtenir de représentation parlementaire.
Pour les élections européennes de 2024, Roberto Vaquero annonce être tête de liste de son parti.
Sur le plan politique, il affiche des positions en faveur de la souveraineté nationale espagnole et se montre critique à l'égard des politiques en matière d'immigration en vigueur. Il est opposé à l'appartenance de l'Espagne à l'Union européenne et à l'OTAN et soutient que la constitution espagnole actuelle serait, selon ses termes, une arnaque.

## Publications
- (es) Desmontando a Mao, Universidad Obrera, 2014  (ISBN 978-84-697029-2-5)
- (es) Introducción al comunismo, Universidad Obrera, 2016  (ISBN 978-84-120702-6-2)
- (es) Historias de la España revolucionaria, Universidad Obrera, 2019  (ISBN 978-84-09-09530-8)
- (es) Resistencia y lucha contra el posmodernismo, Letrame Editorial, 2019  (ISBN 978-84-18129-96-4)
- (es) ¿Cómo reconstruir la izquierda revolucionaria en España?: Combatividad, principios, organización y cultura, Grupo Editorial Círculo Rojo SL, 2020  (ISBN 978-84-1374-692-0)
- (es) Historias de la cárcel : Vida y vivencias desde el módulo de aislamiento, Editorial Adarve, 2021  (ISBN 978-84-18958-86-1)
- (es) Inmigración: ¿Realidad, fenómeno o problema?, Grupo Editorial Círculo Rojo SL, 2023  (ISBN 978-84-1175-629-7)
- (es) Tiempos de infanteria, Letrame Editorial, 2023  (ISBN 978-84-1144-715-7)
- (es) Por qué el obrero vota a la derecha, La esfera de los libros, 2024  (ISBN 978-8-411-44715-7)